# メイウェザー・プロモーションズ
メイウェザー・プロモーションズ（英文 Mayweather Promotions, LLC）は、アメリカ合衆国のラスベガスに拠点を置くボクシングプロモーション会社。2007年にフロイド・メイウェザー・ジュニアがトップランク社と喧嘩別れをしたことで設立された。ボクシングジムのメイウェザー・ボクシング・クラブ（Mayweather Boxing Club）も運営。

## 主要担当
- リチャード・シェーファー（CEO）
- フロイド・メイウェザー・ジュニア（共同設立者）
- ジョン・ベニネッティー（マッチメイカー）

## 歴史
2013年3月、ドーピング検査で、所属選手のミッキー・ベイから30対1の非常に高濃度のテストステロンが検出され、罰金と出場停止処分を受けた。
2013年5月、ドーピング検査で、所属選手のジェイ・レオン・ラブからヒドロクロロチアジド、同じく所属選手のマシュー・ギャレットソンからフロセミドが検出されたとして罰金と出場停止処分を受けた。
2014年4月、ドーピング検査で、所属選手のルーイ・アリアスとクリス・ピアソンが、マリファナが検出されたとして出場停止処分を受けた。
2014年6月上旬、メイウェザーが信頼していたリチャード・シェイファーがゴールデンボーイプロモーションズを退職したことで、今後ゴールデンボーイプロモーションズとの関係を一切断つと絶縁を宣言した。
2014年7月2日、ゴールデンボーイプロモーションズを退職したばかりのブルース・ビンコーがメイウェザープロモーションズへ入社。
2014年7月14日、ニューヨーク州でプロモーターライセンスを承認され取得。7月23日にはネバダ州でプロモーターライセンスを承認され取得した。
2014年9月18日、最高経営責任者のレナード・エレーベと、長年カットマンとバンデージを巻くのを担当していたラファエル・ガルシアを解雇したことを発表した。（エレーベは後に復帰する）
2014年9月21日、マニー・パッキャオなど多くの選手のコンディショニングを担当したアレックス・アリーザと2年契約を交わした。
2024年6月13日、最高経営責任者のレオナルド・エレーベが退任し、後任として元ゴールデンボーイ・プロモーションズCEOのリチャード・シェーファーが新たに最高経営責任者に就任することが発表された。

## 現契約選手
- ロランド・ロメロ
- アンドリュー・タビティー

## 元契約選手
- フロイド・メイウェザー・ジュニア
- ジャーボンテイ・デービス（PBCに移籍）
- ジェシー・バルガス（トップランクに移籍）
- リチャードソン・ヒッチンズ（マッチルームに移籍）
- アンジェロ・レオ（トップランクに移籍）
- バドゥ・ジャック
- ジェイ・レオン・ラブ
- ミッキー・ベイ
- シャリフ・ボゲール（2016年3月契約）[10]
- レイラ・マッカーター（2017年2月契約）[11]
- アバ・ナイト（2018年2月契約）[12]
- サバンナ・マーシャル

## トレーナー
- フロイド・メイウェザー・シニア
- ジェフ・メイウェザー
- コーネリアス・ボサ・エドワーズ
- デューウィー・クーパー

## 元トレーナー
- ロジャー・メイウェザー